# Hexapterella gentianoides
Hexapterella gentianoides là một loài thực vật có hoa trong họ Burmanniaceae. Loài này được Ignatz Urban mô tả khoa học đầu tiên năm 1903.